# تپه جوقین
تپه جوقین مربوط به دوران‌های تاریخی پس از اسلام است و در شهریار، جوقین واقع شده و این اثر در تاریخ ۵ آذر ۱۳۷۹ با شمارهٔ ثبت ۲۸۸۹ به‌عنوان یکی از آثار ملی ایران به ثبت رسیده‌است.
این تپه مربوط به دورهٔ ساسانیان است. تپه جوقین یکی از آثار تاریخی شهرستان شهریار است که تا کنون هیچ کاوشی به روی آن صورت نگرفته‌است. تپه جوقین یکی از مهم‌ترین و بزرگ‌ترین بناهای خشتی منطقه است که برج و باروهای آن و مصالح و خشت‌های استفاده شده در آن آثار معماری پیش از اسلام را نشان می‌دهد. «تپه جوقین» یک قلعه نظامی تمام خشتی مربوط به دوره ساسانیان بوده که امروزه دیگر تبدیل به یک تپه شده و در دهستان جوقین در شهریار قرار دارد. این اثر در تاریخ ۵ آذر ۱۳۷۹ با شمارهٔ ثبت ۲۸۸۹ به‌عنوان یکی از آثار ملی ایران به ثبت رسیده‌است. تپه جوقین و قلعهٔ دیگری که در مرکز روستای قدیمی جوقین واقع است را به بهرام چوبین نسبت می‌دهند. آثار باستانی به دست آمده از تپه جوقین شهریار در موزه ایران باستان نگهداری می‌شود.

## نگارخانه

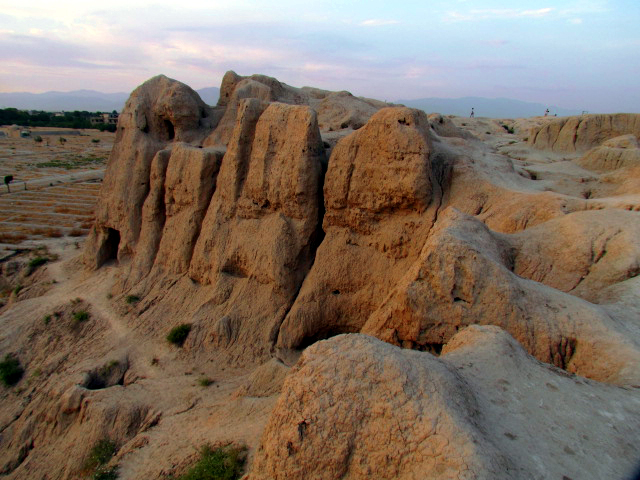
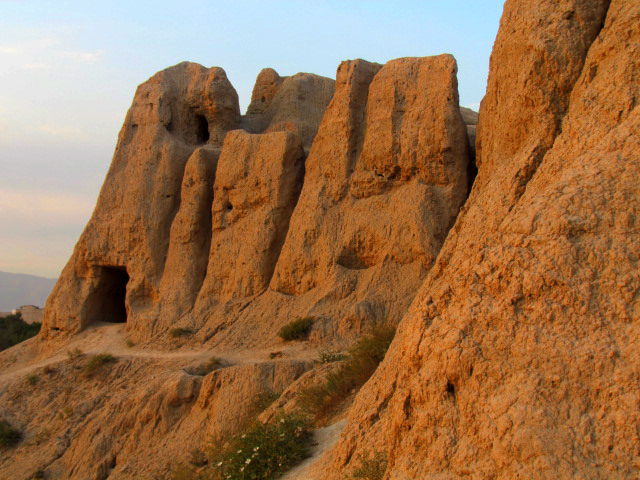
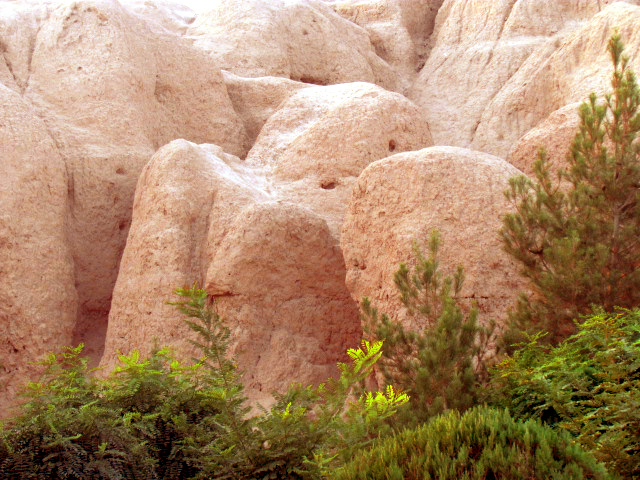
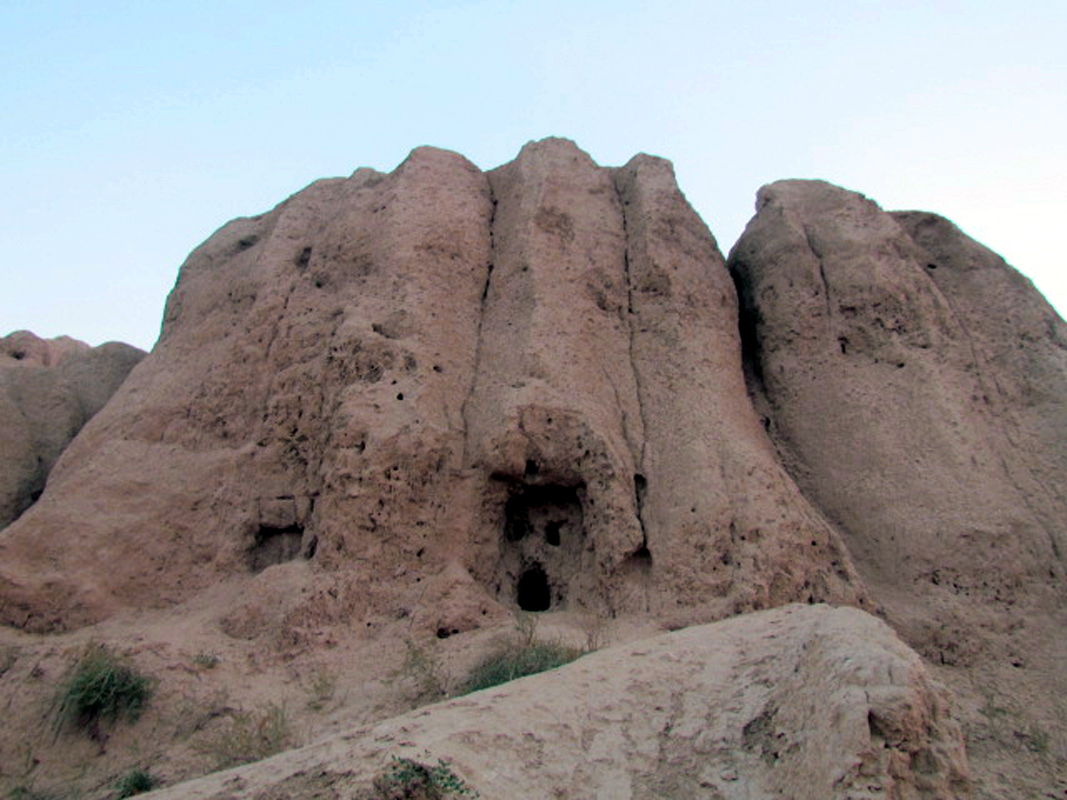
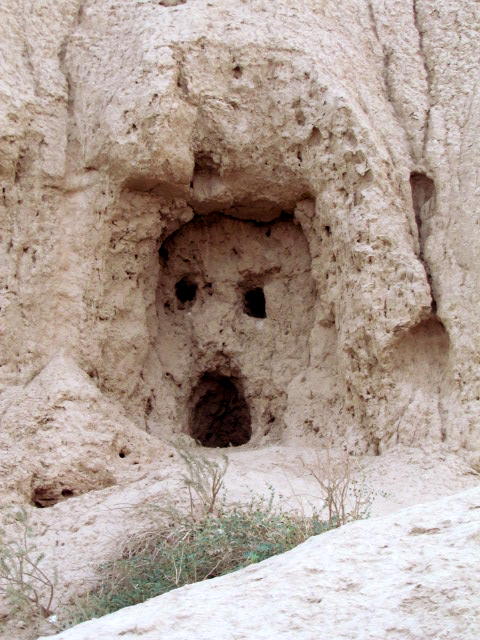